# Nivologia

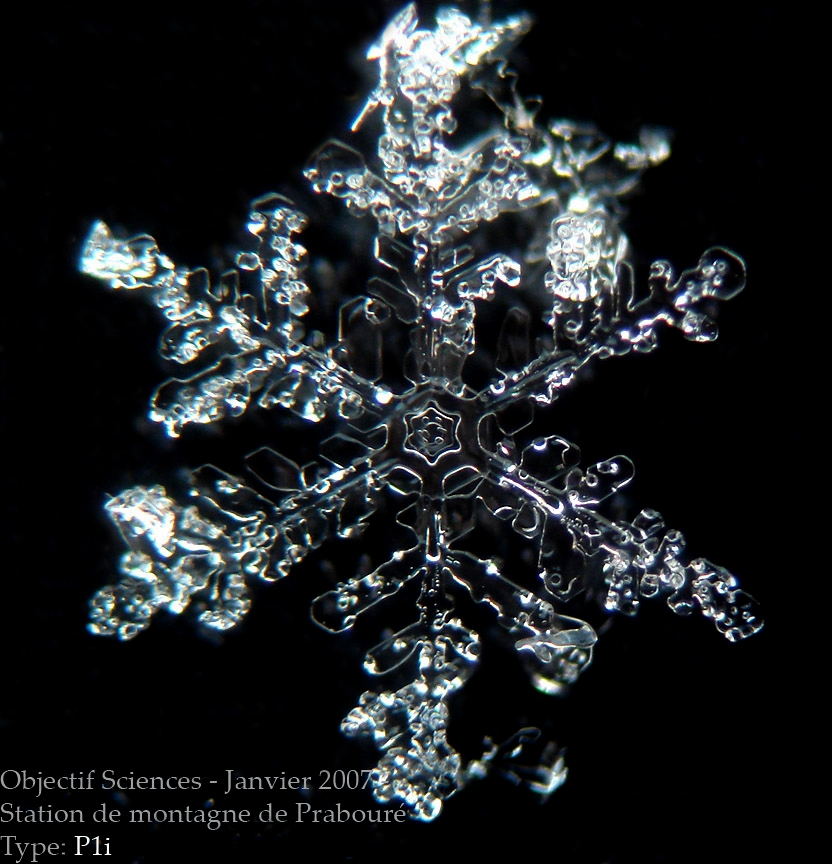
Fotografia numerizada de um cristal de neve

Nivologia  é uma derivação da meteorologia e define-se como o estudo das características da neve e/ou das camadas de neve, e baseia-se em medidas, como a contextura e a temperatura, tanto para fins científicos como para os casos práticos como seja a segurança relacionada com os terrenos sujeitos a nevões.
O primeiro laboratório de nivologia na Suíça foi instalado em Weissfluhjoch em 1936.